# FoxNext
FoxNext est un éditeur et développeur de jeu vidéo fondé en janvier 2017 par 21st Century Fox, racheté par The Walt Disney Company en 2019 puis vendue à Scopely en 2020. La société est notamment reconnue pour avoir développé le jeu mobile Marvel Strike Force.
FoxNext est axé sur les consoles de nouvelle génération et a été créé en réponse au succès du jeu mobile The Simpsons: Tapped Out et du jeu Alien: Isolation et l’opportunité croissante avec la réalité virtuelle comme moyen de générer des revenus à partir de leurs propriétés existantes. FoxNext se chargera du développement et de l'édition de jeux vidéo, de réalité virtuelle et de titres en réalité augmentée, ainsi que du développement des parcs d'attractions de 21st Century Fox, y compris de 20th Century Fox World (Malaisie).

## Historique
En 2017, FoxNext annonce travailler sur un nouveau jeu dans l'univers d'Avatar. Les premières pré-version sortent en novembre 2019.
En Janvier 2018, FoxNext rachète le développeur Cold Iron Studios pour créer un nouveau jeu dans l’univers de la saga Alien.
Le président de la division est Salil Mehta, ancien dirigeant de NBCUniversal et de The Walt Disney Company, membre de la 21st Century Fox depuis 2013, qui est retourné chez Disney après l’acquisition de la 21st Century Fox par The Walt Disney Company en 2019.
Le 22 janvier 2020, Disney vend les studios FoxNext Games et sa filiale Cold Iron Studios achetés lors de son acquisition de 21st Century Fox à Scopely,. Le 24 janvier 2020, malgré la vente de FoxNext, Disney ferme le studios Fogbank Entertainment et licencie les 60 employés de San Francisco, exclu de la vente,
Cold Iron Studios est finalement vendu à Daybreak Game Company et confirme toujours travailler sur son shooter tiré de la saga Alien.

## Liste des jeux
- 2018 : Marvel Strike Force
- 2018 : Crisis on the Planet of the Apes
- 2019 : Alien : Blackout